# Elaeagni

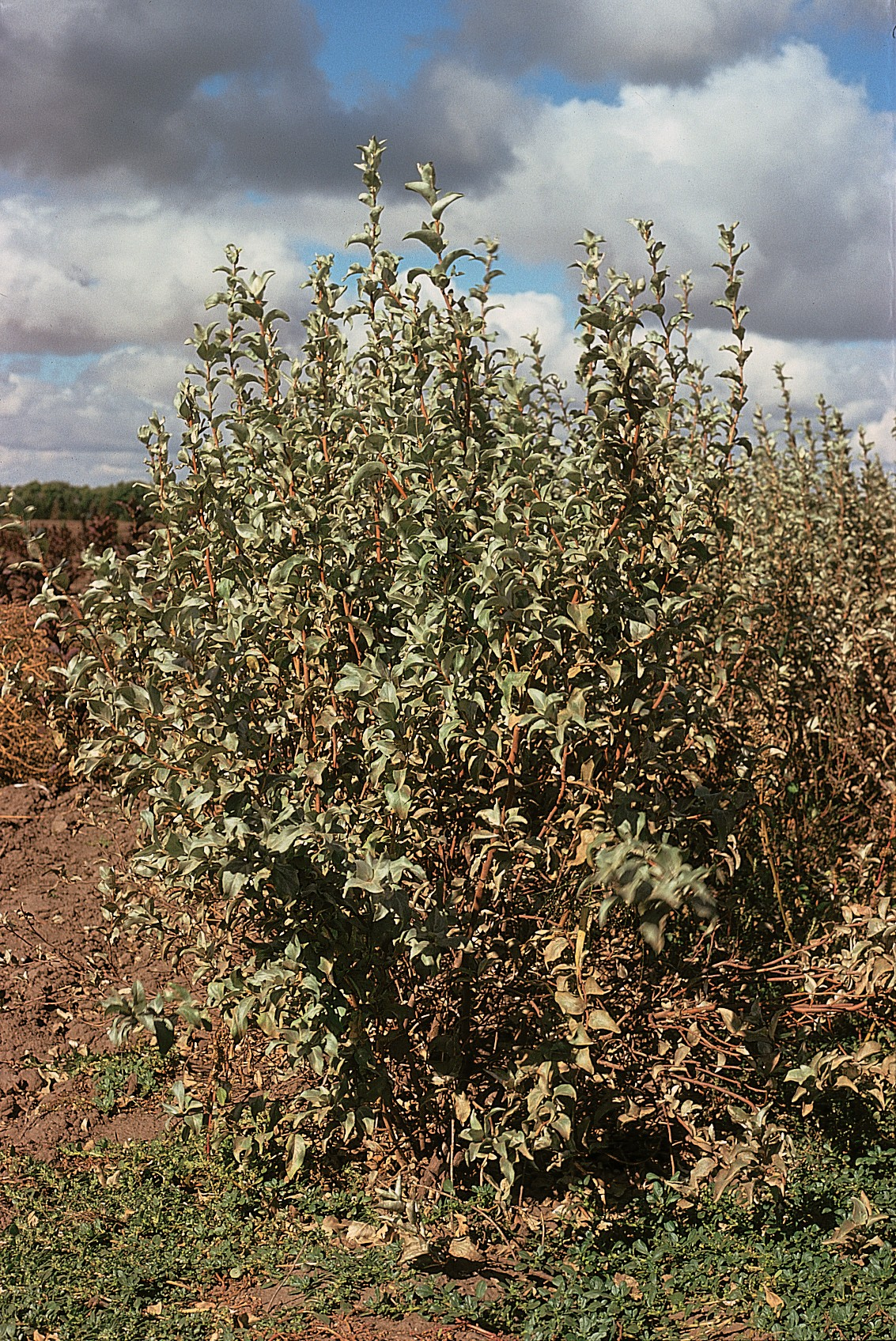
Elaeagnus

Elaeagni, na classificação taxonômica de Jussieu (1789), é uma ordem botânica da classe Dicotyledones, Monoclinae ( flores hermafroditas ), Apetalae ( não tem corola), com estames perigínicos ( quando os estames se inserem à volta do nível do ovário)
Apresenta os seguintes gêneros:
- Thesium, Quinchamalium, Osyris, Fusanus, Hippophae, Elaeagnus, Nyssa, Conocarpus, Bucida, Terminalia, Chuncoa, Pamea, Tanibouca.